# 2018년 제3차 남북정상회담
2018년 제3차 남북정상회담(문화어: 2018년 북남수뇌상봉)은 대한민국과 조선민주주의인민공화국 간의 다섯 번째 정상회담이다. 2018년 9월 18일부터 9월 20일까지 조선민주주의인민공화국 평양직할시에서 열렸으며, 대한민국 대통령 문재인과 조선민주주의인민공화국 국무위원장 김정은, 그리고 양측 대표단이 회담에 참석하였다. 표어는 평화, 새로운 미래이다.

## 실무 사항
한국 정부는 9월달 제3차 정상 회담에 대한 의제와 일정 협의를 위하여 9월 5일 한반도 운전자론의 실무적인 방안으로 북한을 방문하기로 결정하였다. 즉 "4·27 남북 정상회담, 6·12 센토사 북미 정상 합의를 기반으로 포괄적으로 합의 와 한국전쟁 종전선언 문제와 한반도의 완전한 비핵화와 항구적 평화체제 정착등을 협의하게 될 것이다.
제3차 남북정상회담 일정은 9월 달에 시작되는 UN 정기 총회 일정에 따라서, 9월 18-20일 정도가 유력하게 거론되고 있었으며, 한국 청와대는 9 월 18-20 일간 제3차 남북정상회담의 확정 날짜를 발표했다. 즉 해당 UN 정기 총회가 9월 25일 시작되므로 이전에 남북 정상회담을 통해서 사전에 미국과 중국등이 참여하는 UN 정기 총회 국제적인 행사를 대응한다는 포석이다.

## 정상회담 여야 합치
청와대가 9월 18일 평양에서 개최 예정인 남북정상회담에, 국회의장단과 여야 5당 대표의 동행을 요청했다. 임종석 대통령 비서실장은 10일 “국회가 함께 해야 남북 교류 협력이 안정적으로 가능하다고 발표하였다. 문재인 대통령과 김정은 북한 국무위원장이 참여하는 남북정상회담 참여 인원에 대해서, 국회의장단과 여야 5당(더불어민주당, 자유한국당, 바른미래당, 민주평화당, 정의당) 대표가 동행을 해줄 것을 청와대는 요청했다.

## 정상회담 합의 사항
- 이번 3차 정상 회담은 비핵화를 포함하여, 군사,경제, 이산가족 등 다양한 분야의 합의가 9·19 평양 공동선언에서 양국 정상간에 합의가 이루어졌다.[7][8][9]

### 비핵화 분야
- 비핵화분야는 동창리의 엔진 시험장과 대륙간 탄도 미사일 발사대를 유관 기관 참관아래 영구적으로 폐기하며, 미국의 상응 조치에 따라 영변의 핵 시설역시도 영구적 폐기를 약속하였다.

### 군사 분야
- 군사 분야는 판문점 선언 이행 합의서에 대한 부속 합의서를 채택하여 군사 공동 위원회를 가동한다. 남북 간에 한국전쟁 유해 공동 발굴을 합의 하였다. 또한, 남북 공동 경비 구역(JSA) 내의 완전한 비무장화로, 기존에 탄창을 갈아 끼우다가 사격하는등의 우발적인 무력 충돌 가능성을 제거하며, 향후 북측지역에 민간인도 출입가능하도록 하는 등이 평양 공동 선언문에 합의되었다.

### 경제 분야
- 경제 분야는 비핵화 관련된 조건과 여건 마련되는것에 따라, 올해안 서해 및 동해선 철도와 도로 착공식 하며, 서해 경제 특구 와 동해 관광 특구를 개설 한다. 그리고, 개성 공단과 금강산 관광을 정상화 한다.

### 이산가족 분야
- 이산가족 분야는 이산 가족 상시 면회소 설치하며, 향후 화상 상봉을 추진한다.

### 문화 체육 분야
- 문화 체육 분야는 2032년 하계 올림픽 남북 공동개최, 10월중 평양 예술단 서울 공연등이 합의 되었다.

## 방북단
실질적인 방북단 명단은 아래와 같다.
| 공식수행원 정부 (8명) 서훈 국가정보원장 조명균 통일부 장관 강경화 외교부 장관 송영무 국방부 장관 도종환 문화체육관광부 장관 김현미 국토교통부 장관 김영춘 해양수산부 장관 김재현 산림청장 청와대 (6명) 정의용 국가안보실장 김현철 경제보좌관 주영훈 대통령경호처장 김의겸 대변인 김종천 의전비서관 윤건영 국정기획상황실장 | 특별수행원 정당 대표 (3명) 이해찬 더불어민주당 대표 정동영 민주평화당 대표 이정미 정의당 대표 지방자치단체장 (2명) 박원순 서울특별시장 (전국시도지사협의회 의장) 최문순 강원도지사 경제인 (17명) 구광모 LG 회장 김용환 현대자동차 부회장 김종갑 한국전력 사장 박성택 중소기업중앙회 회장 박용만 대한상공회의소 회장 손경식 한국경영자총협회 회장 신한용 개성공단기업협회 회장 안영배 한국관광공사 사장 오영식 한국철도공사 사장 이동걸 KDB 산업은행 회장 이재용 삼성전자 부회장 이재웅 쏘카 대표 장병규 4차산업혁명위원회 위원장 최정우 포스코 대표 최태원 SK 회장 한무경 한국여성경제인협회 회장 현정은 현대그룹 회장 남북정상회담 자문단 · 학계 (9명) 한완상 전 부총리 백낙청 서울대학교 명예교수 문정인 대통령 통일외교안보 특별보좌관 임동원 한반도평화포럼 명예이사장 홍석현 한반도평화만들기 이사장 장상 세계교회협의회 공동의장 박지원 민주평화당 의원 최완규 전 북한대학원대학교 총장 이현숙 여성평화외교포럼 명예대표 노동계 (2명) 김주영 한국노총 위원장 김명환 민주노총 위원장 시민사회 (4명) 이기범 대북협력민간단체협의회 회장 염무웅 겨레말큰사전 남북공동편찬사업회 이사장 김덕룡 민주평화통일자문회의 수석부의장 김홍걸 민족화해협력범국민협의회 상임의장 종교계 (4명) 김희중 천주교 대주교 원택 조계종 민족공동체추진본부장 이홍정 한국기독교교회협의회(NCCK) 총무 한은숙 원불교 교정원장 문화예술체육계 (10명) 이기흥 대한체육회 회장 유홍준 명지대학교 석좌교수 차범근 축구 감독 현정화 탁구대표팀 감독 박종아 평창 아이스하키 남북단일팀 주장 안도현 시인 에일리 가수 최현우 일루셔니스트 김형석 작곡가 지코 가수 청년 (1명) 이에스더 통일부 대학생기자단, 평창 자원봉사 |

## 반응 및 평가

### 정상회담 이전
- 기존에 2차 남북 정상회담이 1차 북미 정상회담을 이끌었던것처럼, 이번 제 3차 북미 정상회담에 대해서, 문재인 대통령의 한반도 운전자론을 통한 한반도 비핵화를 견인하는 시작이라는 뉴욕 타임즈의 논평이 있었다.[11]
- 미국의 소리 방송(VOA)에서는 이번 3차 남북 정상회담에서의 주요 안건이 북미간의 대화 촉진하고, 한반도 비핵화 방안에 대한것임을 보도 하였다.[12]
- 중국 국영 언론 신화통신은 북한에서 다음번 남북 정상 회담이 개최되는것에 대해서 환영했다. 신화 통신은 미국이 "한반도 문제"에 중대한 영향을 주고 있는데도 불구하고, 워싱턴의 역할이 아직 부족한것에 대해서 노력을 촉구했다. 특히 워싱턴정부는 아시아 태평양의 지역 문제에보다 역동적 인 역할을 요청했다고 신화 통신이 밝혔다. 신화 통신은 또한 북한이 1차 핵 실험 현장을 폐쇄하고 1950-53년 한국 전쟁에서 미군 병사들의 사망자 유해를 미국에 돌려 보내려고 노력한것에 대해서, 미국에서는 아직까지도 "최대 압력"이라는 경제적 제제를 가하는 대북 정책을 부정적으로 보았다. 특히 남과 북 사이의 협상이 원활이 되는 남북 정상회담이 진행되는것에따라서 미국의 전향적인 노력을 강조했다.[13][14][15]
- 조선 일보 및 한국 일보등 에서는 논평을 통해, 북미 간에 그동안 65년 이상의 적대 관계를, 2018년 6월 제1차 북미 정상회담 한번의 개최로 인해서, 그동안의 불신이 한번에 사라지고, 상호신뢰가 완전히 회복되기는 어렵기에, 2018년 제3차 남북 정상회담을 통해서 대한민국이, 북한과 미국사이에 북핵 해결의 중재자 역할을 하기 위한 계기가 된다고 평가했다.[16][17][18]

### 정상회담 이후

#### 국내의 평가
- 대한민국 국민들의 국정 수행 지지도에 대한 평가는, 이번 남북 3차 정상회담 평양 선언의 비핵화를 포함한 여러 가지 협약에 대한 긍정적인 평가로, 문재인 대통령의 국정 운영 지지율이 기존보다 두자리수 이상 급등하여 61.9%를 기록하였다.[19] 추석 연휴 기간동안 이루어진 KBS, MBC, SBS 방송 3사의 남북 정상회담에 대한 여론 조사를 통한 평가 결과는 80% 로 10명의 응답자중에서 8명이 긍정적인 평가를 하는 것으로 정리 되었다. 또한 김정은 위원장의 비핵화 의지에 대해서는 67.8%의 응답자가 신뢰할 수 있다고 답변을 하였다.[20]

#### 국외의 평가
- 북한이 핵무기를 생산하는데 필요한 핵심 원료자재인 플로토늄의 생산이 가능한 시설인 영변 핵시설을, 미국과의 향후 협상 결과에 따라서, 영구적 폐기를 할 수 있다고 먼저 밝힌것에 대해서, 미국 백악관은 환영 의사를 밝혔다.
- 2018년 9월말에 개최되는 UN 총회에서 구체적인 비핵화 일정등을 북한외무상 리용호와 마이크 폼페오 미국 국무장관이 상호 협상하기를 희망한다고 밝혔다.[21][22][23][24]

- 북한은 빠른 시간에 2차 북미 정상회담을 희망한다고 발표하였으며, 미국 국무부에서는 북한의 요구 사항및 미국에서 필요로하는 완전한 비핵화를 위한 절차등에 대해서 많은 실무적인 협상이 필요하다고 발표하였다.[25][26]

- 트럼프 미국 대통령은 자신의 국정 임기 첫해와 비교하여, 올해 1차 북미 정상회담에 이어서, 이번 3차 남북 정상회담에서 북한의 비핵화를 위한 협상에서 괄목할만한 큰 진전을 이루어 낸것이라고 평가 하였다. 또한 향후 적정한 시간에 북한과 제2차 북미 정상회담을 갖을 준비가 되어 있다고 발표하였다. 관련하여, 폼페이오 국무 장관은 미국 NBC 와 인터뷰에서 미국행정부는 북한의 특정한 시설과 무기 시스템에 대한 구체적인 협상을 북한과 진행하고 있다고 밝혔다.[27][28][29]

- 뉴욕 밴해튼에서의 코리아 소사이어티 만찬 연설에서, 해리 해리스 주한 미국대사는 "북한이 비핵화를 이행하면 무한한 변화의 기회를 얻게 될 것"이라고 발표하였으며, 비핵화는 미국 회사들의 한국에 대한 투자를 증진할것 이라고 언급하였다.[30]

- 국외 언론에서는, 이번 5차 남북 정상회담에의 경우, 한반도 비핵화뿐아니라, 북한의 안전 보장을 포함하여, 향후 경제 협력, 대동강 수질 등의 환경 문제, 이산 가족 상봉등 여러 가지 공동의 관심사를 동시에 다룬 정상 회담이었다고 평가 하였다.[31]

#### 추가 남북 정상회담 일정
- 미국 뉴욕에서 서울과 워싱턴간의 협의 미팅에서, 대한민국의 CJ 그룹 대표와의 인터뷰가 있었으며, 빠른 시간안에 북한의 최고지도자가 대한민국 서울에 방문을 하겠다고한 구체적인 시점은, 올해 2018년 안이며, 김정은 북한 국무 위원장은 2018년 12월에 서울에 방문할 예정이라고 하였다. 북한의 김정은 위원장의 서울 방문은 한반도 비핵화에 대한 북미 협상에 상호 연계될 것임을 덧붙였다.[32]

### 북미 정상회담(9월)
문재인 대통령은 트럼프 대통령과 9월 UN 총회 자리에서 정상회담을 갖었다. 트럼프 대통령에게 북한의 비핵화에 대한 강력한 의지를 전달하고, 트럼프 대통령이 향후 한반도 비핵화를 해결할 수 있는 유일한 사람이라는 의견을 표명했다. 트럼프 대통령은 북한의 비핵화와 한국 전쟁 종전 선언에 대한 협상에 대해서 긍정적이라는 의견을 표명하였다. 미국 언론인 아틀렌틱에서는,기존에 6월 1차 북미 정상회담에서도 종전 선언을 하는 것을 트럼프 대통령이 북한의 김정은에게 약속을 하였으며, 비록 트럼프 대통령과 국무부에서는 한국 전쟁 종전 선언에 대해서 긍정적이지만, 국방쪽에서는 조심 스러운 입장인것으로 인해서 종전 선언을 하는 것이 지연되는것임을 표명하였다.

### UN 총회
UN총회에서 북한의 핵에 대한 외교적 해결은 주요한 이슈로 다루어졌다.

#### 문재인 대통령의 연설
대한민국 대통령 문재인은 유엔 총회 연설에서 세계의 회원국들들이 한반도의 비핵화를 촉구하도록, 김정은의 '새로운 비핵화 선택'에 '긍정적으로' 인정할 것을 세계의 리더들에게 요청하였다.

#### 마이크 폼페오 미국 국무 장관과 회담
마이크 폼페이 (Mike Pompeo) 미 국무 장관은 리 용호 (李容浩) 북한의 외교 통상부 장관과 뉴욕에서 처음 회담을 하였고, 앞으로 다가올 트럼프 - 김 제2차 정상 회담과 비핵화를 위한 다음 단계를 논의하기 위해 UN 총회에서 북한과 매우 긍정적으로 회담을 하였다고 언론에 발표했다.

#### UN 대표와 회담
대한민국 대통령 문재인은 유엔 대표 안토니오 (U.N. Secretary-General Antonio Guterres) 와 미팅을 통해서 UN 차원에서 한반도의 비핵화 촉진을 위한 협력을 요청하였다.

## 같이 보기
- 남북정상회담
- 한반도 운전자론
- 2000년 남북정상회담
- 2007년 남북정상회담
- 2017~2018년 조선민주주의인민공화국 위기
- 2018년 제1차 남북정상회담
- 2018년 제2차 남북정상회담
- 2018년 북미정상회담
- 조선민주주의인민공화국의 비핵화
- 9월 평양공동선언
- 남북공동연락사무소 사무처
- 곰이와 송강이